# Schernberg
Schernberg é uma localidade e antigo município da Alemanha localizado no distrito de Kyffhäuserkreis, estado da Turíngia. A partir de 1 de dezembro de 2007, Schernberg foi incorporado à cidade de Sondershausen.